# 88878 Bowenyueli
88878 Bowenyueli è un asteroide della fascia principale. Scoperto nel 2001, presenta un'orbita caratterizzata da un semiasse maggiore pari a 2,7011224 UA e da un'eccentricità di 0,0796992, inclinata di 5,32304° rispetto all'eclittica.